# Сан (ТВ филм)
„Сан” је југословенски ТВ филм из 1965. године. Режирао га је Даниел Марушић а сценарио је написао Петар Сегедин

## Улоге
| Глумац            | Улога |
| ----------------- | ----- |
| Иво Фици          |       |
| Емил Кутијаро     |       |
| Дамир Мејовшек    |       |
| Вика Подгорска    |       |
| Звонимир Рогоз    |       |
| Фабијан Шоваговић |       |